# Verkehrsökonometrie
Die Verkehrsökonometrie ist ein Teilgebiet sowohl der Ökonometrie als auch der Verkehrswirtschaftslehre, welches Verkehrsprozesse mittels mathematischer Methoden, statistischer Daten und verkehrs- und wirtschaftstheoretischer Modelle quantitativ beschreibt. Aufgaben: Analyse des Verkehrssystems (deskriptive Arbeit), Modellentwicklung, Voraussagen über mögliche Verkehrsentwicklungen (prognostische Arbeit). Die Verkehrsökonometrie steht eng mit der Operationsforschung in Beziehung, wenngleich die statistische Bestimmung von Modellparametern in der Verkehrsökonometrie nicht im Vordergrund steht. Arbeitsthemen und Modelle:
- Verkehrsmatrix (auch Transportmatrix), Modell zur Beschreibung von Verkehrssystemen, v. a. als Verkehrsnetzmatrix und Verkehrsstrommatrix.
- Verkehrsökonometrisches Verflechtungsmodell (Input-Output-Modell).
- Verkehrsnachfragemodelle und Modelle zur Verkehrsprozesssimulation.